# Hanna Kraan
Hanna Kraan (Roterdão, 24 de julho de 1946 - Soest, 2 de janeiro de 2011) foi uma escritora neerlandesa, especializada em literatura infantil.

## Obras
- Verhalen van de boze heks (1990) ISBN 9789060697924
- De boze heks is weer bezig (1992) ISBN 9789060698532
- Bloemen voor de boze heks (1994) ISBN 9789060699324
- Toveren met de boze heks (1996) ISBN 9789056370206
- Dansen op het dak (1998) ISBN 9789056371029
- De boze heks moet winnen (1999) ISBN 9789056371913
- De boze heks geeft een feest (2002) ISBN 9789056374075
- Dromen van Holland (2002) ISBN 9789040096204
- Lang leve de boze heks (2003) ISBN 9789056375324
- Hier is de boze heks (2005) ISBN 9789056377144
- Krik (2005) ISBN 9789056376376
- Domper, Krik en Melle (2006) ISBN 9789056378486